# Giacomo Marini
Giacomo Marini (Cugnoli, 1951) è un informatico e imprenditore italiano.

## Biografia
Laureatosi con lode nel 1974 in Informatica presso l'Università di Pisa, è uno dei co-fondatori della Logitech insieme con Daniel Borel e Pierluigi Zappacosta.
Successivamente ha fondato ed è presidente della società di venture capital Noventi.
Marini è inoltre stato Presidente e CEO della società di robotica Neato Robotics dal 2013 al 2017 e Presidente della società di automazione industriale Velomat.
Dall'inizio degli anni ottanta vive in California, ma rimane attivo in Italia e con la comunità italiana in California.